# Коккинариу, Ирини
Ирини Коккинариу (греч. Ειρήνη Κοκκιναρίου; род. 14 февраля 1981, Афины) — греческая легкоатлетка, специалистка по стипль-чезу и бегу на средние дистанции. Выступала на профессиональном уровне в 2001—2011 годах, чемпионка Балкан, трёхкратная чемпионка Греции, действующая рекордсменка страны в беге на 3000 метров с препятствиями, участница летних Олимпийских игр в Пекине.

## Биография
Ирини Коккинариу родилась 14 февраля 1981 года в Афинах, Греция.
Впервые заявила о себе в лёгкой атлетике в сезоне 2001 года, когда в беге на 3000 метров с препятствиями одержала победу на молодёжном греческом первенстве в Катерини и финишировала четвёртой на взрослом чемпионате Греции в Афинах.
В 2006 году в той же дисциплине превзошла всех соперниц на чемпионате Греции в Трикале, выступила на чемпионате Европы в Гётеборге, выиграла серебряную медаль на Балканских играх в Зенице, стала девятой на домашнем Кубке мира в Афинах.
В 2007 году на Кубке Европы в Мюнхене финишировала седьмой в беге на 1500 метров и третьей в беге на 3000 метров с препятствиями. В стипль-чезе также победила на чемпионате Балкан в Софии, стартовала на чемпионате мира в Осаке.
В 2008 году вновь выиграла чемпионат Греции в Афинах, в то время как на другом столичном турнире установила ныне действующий национальный рекорд в беге на 3000 метров с препятствиями — 9:30.72. Благодаря череде успешных выступлений удостоилась права защищать честь страны на летних Олимпийских играх в Пекине — на предварительном квалификационном этапе стипль-чеза показала время 10:22.39, чего оказалось недостаточно для выхода в финал.
В 2009 году была седьмой на командном чемпионате Европы в Лейрии, принимала участие в чемпионате мира в Берлине и во Всемирном легкоатлетическом финале в Салониках.
В 2010 году бежала стипль-чез на чемпионате Европы в Барселоне.
В 2011 году стала серебряной призёркой на Всемирных военных играх в Рио-де-Жанейро, участвовала в чемпионате мира в Тэгу.
В 2012 году Коккинариу уличили в нарушении антидопинговых правил, в связи с несоответствиями в биологическом паспорте спортсменку дисквалифицировали на 4 года, а все её результаты с июля 2009 года были аннулированы. На этом её спортивная карьера подошла к концу.